# 7027 Тосіханда
7027 Тосіханда (7027 Toshihanda) — астероїд головного поясу, відкритий 11 грудня 1993 року.
Тіссеранів параметр щодо Юпітера — 2,984.
Названо на честь Тосі Ханди (яп. とし・はんだ тосі ханда).